# بوبي ويلسون (تنس)
بوبي ويلسون (بالإنجليزية: Bobby Wilson)‏ مواليد 22 نوفمبر 1935 في ميدلسكس، إنجلترا، هو لاعب كرة مضرب إنجليزي سابق بدأ مسيرته كمحترف سنة 1968 وكان يلعب باليد اليمنى، اعتزل اللعب في 1971.

## النهائيات

### الزوجي (الوصافة 1)
| الحصيلة | السنة | البطولة  | الشريك     | المنافس في النهائي           | النتيجة في النهائي |
| ------- | ----- | -------- | ---------- | ---------------------------- | ------------------ |
| الوصافة | 1960  | ويمبلدون | مايك ديفيس | دينيس رالستون رافائيل أوسونا | 5–7, 3–6, 8–10     |

## روابط خارجية
- بوبي ويلسون على موقع رابطة محترفي التنس (الإنجليزية)
- بوبي ويلسون على موقع رابطة محترفي التنس (الإنجليزية)
- بوبي ويلسون على موقع الاتحاد الدولي لكرة المضرب (الإنجليزية)
- بوبي ويلسون على موقع كأس ديفيز (الإنجليزية)
- بوبي ويلسون على موقع بطولة ويمبلدون (الإنجليزية)